# 1004

سنة 1004 كانت سنة كبيسة تبدأ يوم السبت (سوف يظهر الرابط التقويم الكامل للعام) حسب التقويم اليولياني.

## أحداث
- نهاية الأسرة السامانية في بخارى.

## مواليد
- ابن حيوس، شاعر من العهد الفاطمي.

## وفيات
- ابن فارس